# Sphaerodactylus altavelensis
Sphaerodactylus altavelensis este o specie de șopârle din genul Sphaerodactylus, familia Gekkonidae, descrisă de Mary Noble și Hassler 1933.

## Subspecii
Această specie cuprinde următoarele subspecii:
- S. a. brevirostratus
- S. a. enriquilloensis
- S. a. lucioi
- S. a. altavelensis